# Fort de Marina di Bibbona
Le fort de Marina di Bibbona (en italien : Forte di Marina di Bibbona) constitue une structure fortifiée du village de Marina di Bibbona, une frazione de la commune de Bibbona, dans la province de Livourne en Toscane,.

## Histoire
La construction du fort est étroitement liée à celle du fort de Marina di Castagneto Carducci voisin. En fait, tous deux furent construits dans la seconde moitié du XVIIIe siècle, par volonté de la Maison de Lorraine, en vue d'une réorganisation des avant-postes militaires et sanitaires du grand-duché de Toscane.
Les deux complexes jumeaux ont été achevés vers 1789-1790 avec le Fort Lorenese à Forte dei Marmi similaire et contemporain en Versilia, et avaient de multiples tâches : protection de la côte contre les incursions ennemies, contrôle sanitaire, lutte contre la contrebande et constituaient également un point de référence important pour l'expédition de marchandises par voie maritime.
Le bâtiment est devenu maison de vacances et est loué périodiquement à cet effet.

## Description
Le fort est constitué d'un bâtiment de plan carré, disposé sur trois étages hors sol, fermé vers la mer par un front fortifié entièrement recouvert de briques se terminant par une vaste terrasse d'observation, à l'origine armée de petits canons. Le bâtiment abritait les locaux du corps de garde et les écuries de chevau-léger, qui avaient pour mission de se déplacer le long de la côte pour patrouiller la côte, le long de la frontière voisine, dont il reste encore le terminus en pierre, entre le marquisat de Cecina et la juridiction de la Tour de San Vincenzo. À quelques centaines de mètres au sud, dans la garrigue, se trouve encore l'ancienne borne frontière entre la juridiction de Cecina et celle de San Vincenzo.

## Galerie

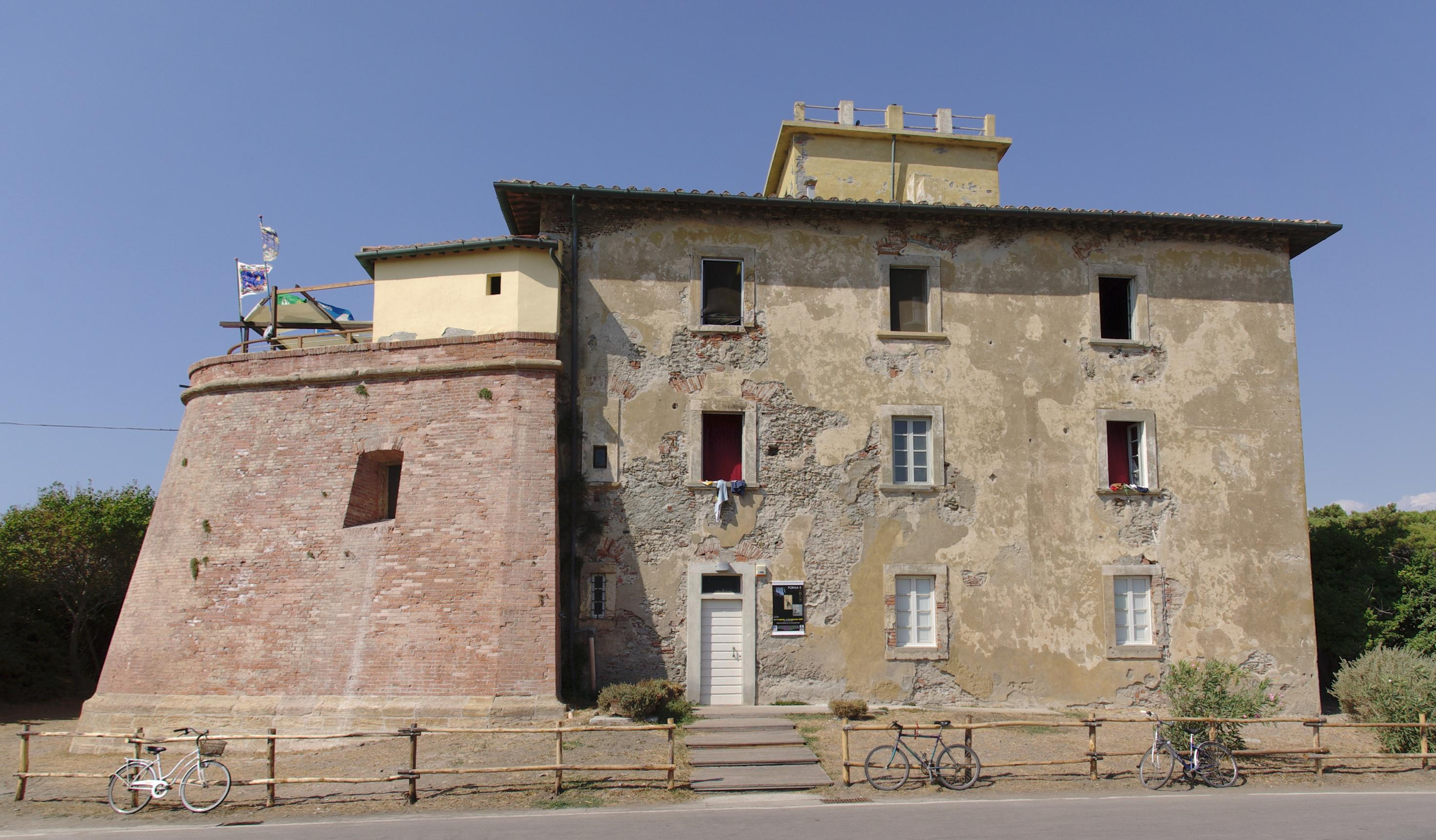
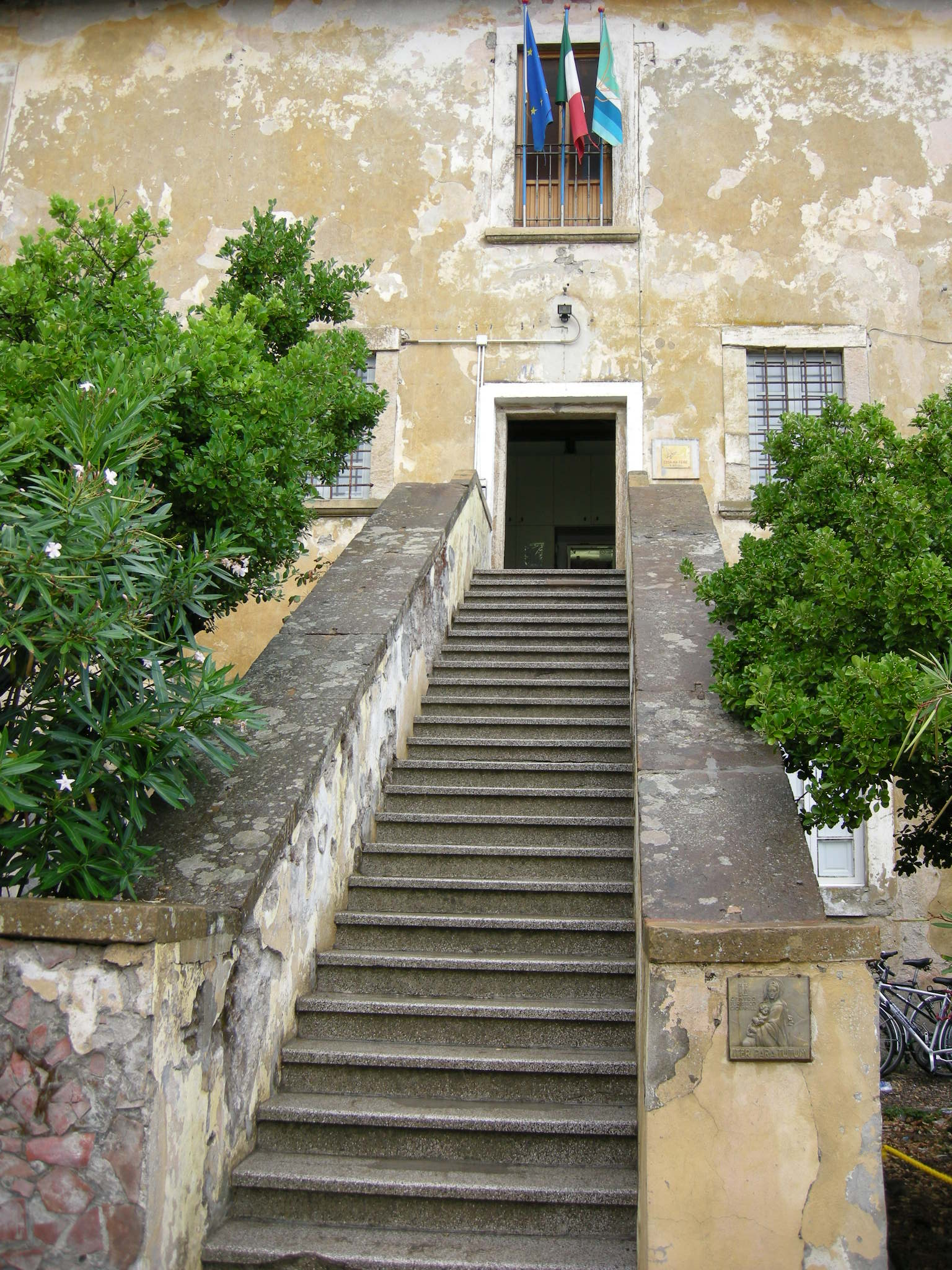